# Friedrich Ratzel
Friedrich Ratzel (ur. 30 sierpnia 1844 w Karlsruhe, zm. 9 sierpnia 1904 w Ammerland w gminie Münsing) – niemiecki geograf i etnograf. Profesor Wyższej Szkoły Technicznej w Monachium (od 1880) i Uniwersytetu w Lipsku (od 1886). Jego prace wywarły znaczący wpływ na dalszy rozwój geografii.
Studiował nauki przyrodnicze w Heidelbergu. Był jednym z twórców antropogeografii (wykorzystywanej także w etnografii) i głównym przedstawicielem determinizmu geograficznego, czyli teorii głoszącej, że środowisko geograficzne warunkuje, determinuje rozwój społeczeństw i od niego zależy rozmieszczenie ludności, stopień rozwoju cywilizacyjnego itp. Sformułował siedem praw ekspansjonizmu.
Teorie Ratzela posłużyły w późniejszym okresie do uzasadnienia ekspansjonistycznej polityki Niemiec. Opublikował m.in.: Völkerkunde (1885-1888), Politische Geographie (1897), Die Erde und das Leben (1901-1902).